# Бура, Исмаэль
Исмаэ́ль Бура́ (фр. Ismaël Boura; 14 августа 2000, Бандреле, Франция) — французский и коморский футболист, защитник клуба «Труа» и сборной Комор.

## Клубная карьера
Бура — воспитанник клуба «Ланс». 23 августа 2020 года в матче против «Ниццы» он дебютировал в Лиге 1. Летом 2021 года для получения игровой практики Бура перешёл в «Гавр». 16 октября в матче против «Кана» он дебютировал в Лиге 2. 21 декабря в поединке против «Осера» Исмаэль забил свой первый гол за «Гавр». По окончании аренды Бура вернулся в «Ланс».